# Affinity Photo
Affinity Photo es un programa de edición de imágenes propietario que forma parte del paquete de autoedición de Serif Europe para Apple macOS y Microsoft Window. Te permite realizar montajes fotográficos, retoques y trabajar en la gestión del color.

## Descripción
Affinity Photo, software de autoedición (DTP) de Serif Europe para macOS y Windows. Fue creado para competir con Adobe Photoshop. Affinity también desarrolló Affinity Publisher y Affinity Designer.

## Desarrollo
El 9 de noviembre de 2022 Serif Europe presentó la versión 2 de su paquete de software, rompiendo así con una de sus promesas iniciales, las actualizaciones de software gratuitas de por vida. De hecho, si quieres actualizar a esta nueva versión, tendrás que pagar 199,99 euros sin incluir la promoción de la trilogía, ya que la versión 1.10 ya no es compatible. Sin embargo, la licencia universal le permite instalar los tres programas de software indiscriminadamente en todas las plataformas disponibles con la misma licencia.
El 26 de marzo de 2024, la presidenta de Affinity, Ashley Hewson, anunció por correo electrónico la fusión entre Affinity y Canva mediante la adquisición de la primera por la segunda. Al día siguiente se publicó un comunicado de prensa detallando la futura colaboración.

### Compatibilidad con versiones anteriores
La versión 2 puede abrir archivos de versiones anteriores en formatos propietarios (extensiones .afphoto, .afpub, .afdesign, .aftemplate y .afpackage) pero, una vez modificados y guardados, estos archivos ya no pueden ser abiertos por la versión original antigua.

## Programas parecidos
- Adobe Lightroom
- Krita (software libre)
- Gimp (software gratuito)
- PickPick
- LazPaint
- Photodemon
- FotoSketcher
- IrfanView